# Atletismo de força

Um pictograma

Atletismo de força, mais conhecido nas competições como strongman (strength athlete, em inglês, atleta de força), é um esporte no qual os competidores buscam demonstrar sua força numa série de testes, de diferentes formas.
O strongman é um dos esportes mais completos, no qual se usa a força, resistência, velocidade e habilidade para levantar, arrastar, transportar, etc., objetos de formas irregulares.

## História

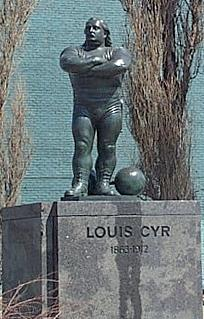
Estátua de Louis Cyr, um dos precursores do strongman (na Place des Hommes-Forts em Montreal).

Strongman é um termo que começou a ser utilizado no século XIX para referir-se as exibições de força em circos, feiras, etc.
O atletismo de força moderno iniciou-se em 1977 com a competição World's Strongest Man (em português:  o homem mais forte do mundo), realizada no Universal Studios, Califórnia, Estados Unidos. Porém, já existiam competições similares desde tempos imemoriais. Os viquingues demostravam sua força levantando pedras e no Norte da Europa ainda são comuns os levantamento de pedras.
Séculos mais tarde na Escócia surgiram os Highland Games, onde também se realizavam eventos de força, como o lançamento de tronco. Este foi o nascimento dos primeiros eventos que logo se usariam no atletismo de força.
O atletismo de força foi um dos últimos dentre os esportes de força a se institucionalizar quando em 1995 foi criada a International Federation of Strength Athletes (IFSA), que passou a regular o esporte.
Em 2005, entretanto, a IFSA criou e passou a se encarregar da competição de IFSA World Strongman Championships. A World Strongman Cup Federation (WSMCF), por sua vez, criou o World Strongman Cup, realizada desde 2004.

## Competição
Diferentemente do halterofilismo ou do levantamento de peso básico, os equipamentos usados no atletismo de força não são padronizados. Não há uma regra definida sobre quais provas específicas ocorrerão em um evento, exceto que, para evitar que competidores especializados numa modalidade obtenham vantagem, cada prova será diferente (por exemplo: um único evento não incluirá duas provas de agachamento ou duas provas de elevação de cargas). Normalmente, um concurso de homem forte compreende seis eventos, embora no nível mais alto da competição, sete ou oito eventos possam ser realizados. Existe uma grande variedade de provas, como por exemplo:
- Levantamento terra. Deve-se praticar o levantamento terra, podendo ser em um carro em que são colocados barris com muito peso, uma barra com pneus ou caixas cheias de pedras.

- Agachamento. O atleta deve fazer o mesmo exercício de agachamento suportando sobre os ombros uma plataforma que pode conter variados objetos (um veiculo, pessoas, barris). Costuma ser na faixa dos 320-330 kg tendo que ser feita pro maior número de repetições

- Farmer's walk (passeio do fazendeiro). Os atletas devem carregar duas malas de ferro, um em cada uma das mãos, num mínimo de tempo possível. Costuma ser na faixa dos 150-180 kg cada

- Crucifixo. Os pesos são segurados retos em cada lado do corpo pelo maior tempo possível. Uma variação comum envolve pesos sendo segurado suspensos esticados na frente, usando uma ou ambas as mãos. Costuma ser 15 kg cada.[11]

- Levantamento de cilindro (log lift). Levanta-se um objeto bastante pesado até a altura do peito e depois acima da cabeça ou um objeto mais leve, fazendo o maior número de repetições possíveis, num tempo determinado.

- Keg toss (arremesso de barris). Os competidores devem lançar barris, de peso crescente, sobre uma barra alta de 5,00 metros. Uma variação usando kettlebells foi adicionada à competição de 2015, enquanto em 2017 foram usados tijolos de ouro.[12]

- Rodas de Apollon. Levanta-se uma barra, com duas rodas, sobre a cabeça; as duas rodas e a barra pesam aproximadamente 180 kg. Este nome é devido a barra usada por Louis Uni Apollon, famoso strongman dos séculos XIX–XX.

- Yoke race. Uma cangalha, composta de uma barra com dois pesos (por vezes refrigeradores), pesando cerca de 200 kg vazia, podendo ser adicionada mais peso chegando a passar dos 700 kg como no Arnold Strongman Classic de 2017, tendo que ser carregada nos ombros por uma determinada distância.[13]

- Fingal's Fingers (dedos de Fingal). Uma sequencia de postes de madeira, progressivamente pesados, fixados numa das extremidades, são levantados a partir da posição horizontal e tombados / virados para o outro lado. O evento leva o nome de Fingal, um mitológico caçador-guerreiro gaélico. Costumando ser entre os 150-300 kg

- Tombamento de pneu. Um pneu de trator, de 500 kg ou mais, é colocado em pé e tombado um certo número de vezes, percorrendo a maior distância possível.

- Pilares de Hércules. Nesta prova o atleta fica na posição de crucifixo, segurando em cada mão uma pesadíssima coluna de concreto, que tombam para os lados, e deve segurar as alças pelo maior tempo possível. Pesando em média 160 kg cada.

- Truck / airplane pull (puxar, arrastar caminhão / avião). Arrasta-se um veículo pesado, caminhão ou avião, por uma distância de 25 m, no menor tempo possível.

- Corrida de carga. Vários objetos pesados, cada um pesando entre 160 e 210 kg, são carregados em uma plataforma de caminhões ou em uma plataforma similar em um curso de cerca de 15 metros no menor tempo possível ou dentro de um tempo estipulado.[14]

- Arremesso de peso. Um peso de 50 libras (23 kg) é arremessado sobre a cabeça com o objetivo de ultrapassar uma barreira acima do competidor. O objetivo é jogar o peso mais alto. A barra é gradualmete elevada eliminando os competidores.

- Atlas stones (pedras de Atlas). Os atletas devem colocar cinco grandes bolas de pedra, pesando entre 150 e 210 kg, desde o solo em elevações diferentes.

- Manhood stones. Os competidores devem levantar pedras redondas pesando cerca de 225 kg, ou mais, por cima de uma barra de aproximadamente 1,22 m de altura.

## Galeria

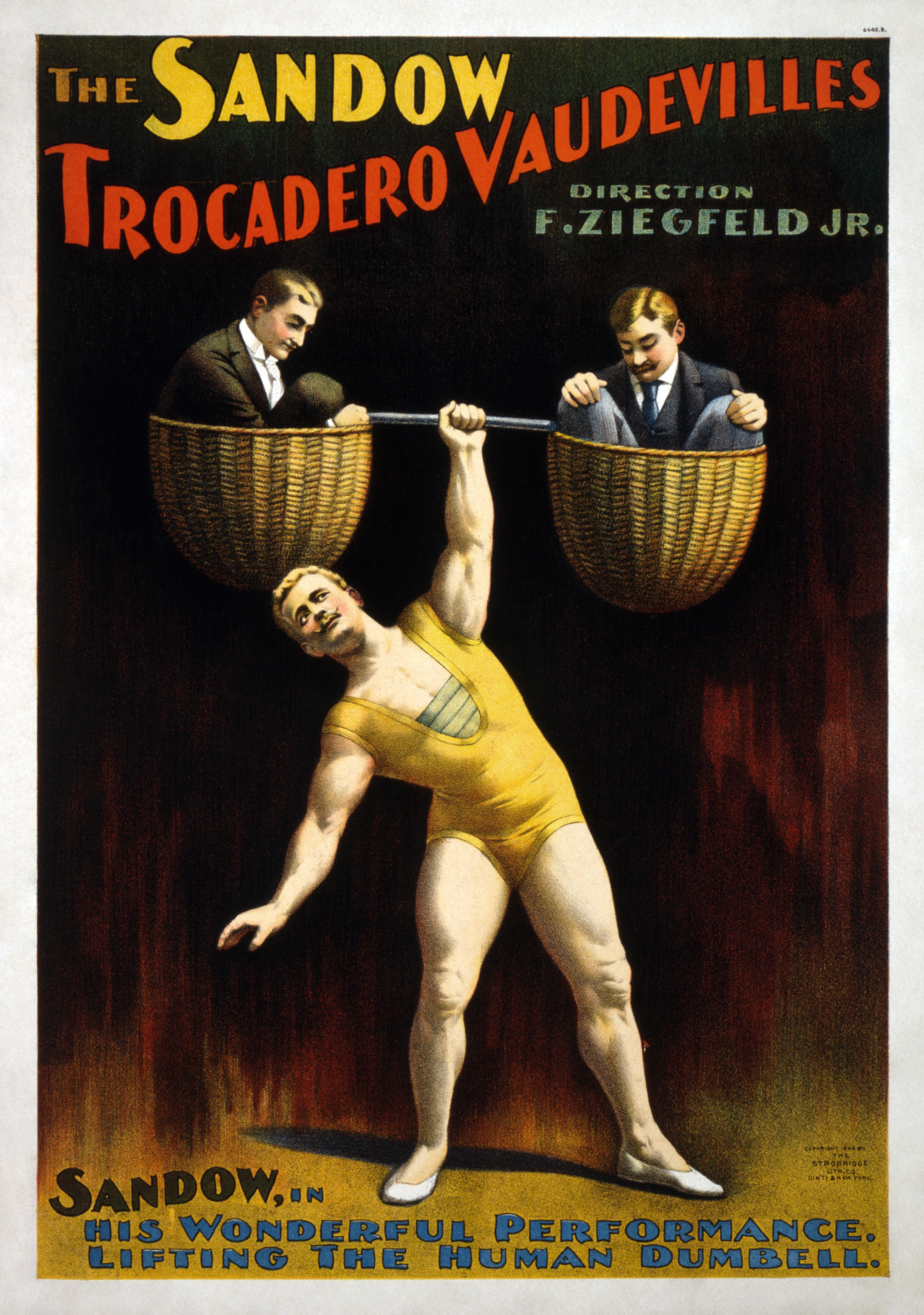
Eugene Sandow (1894)
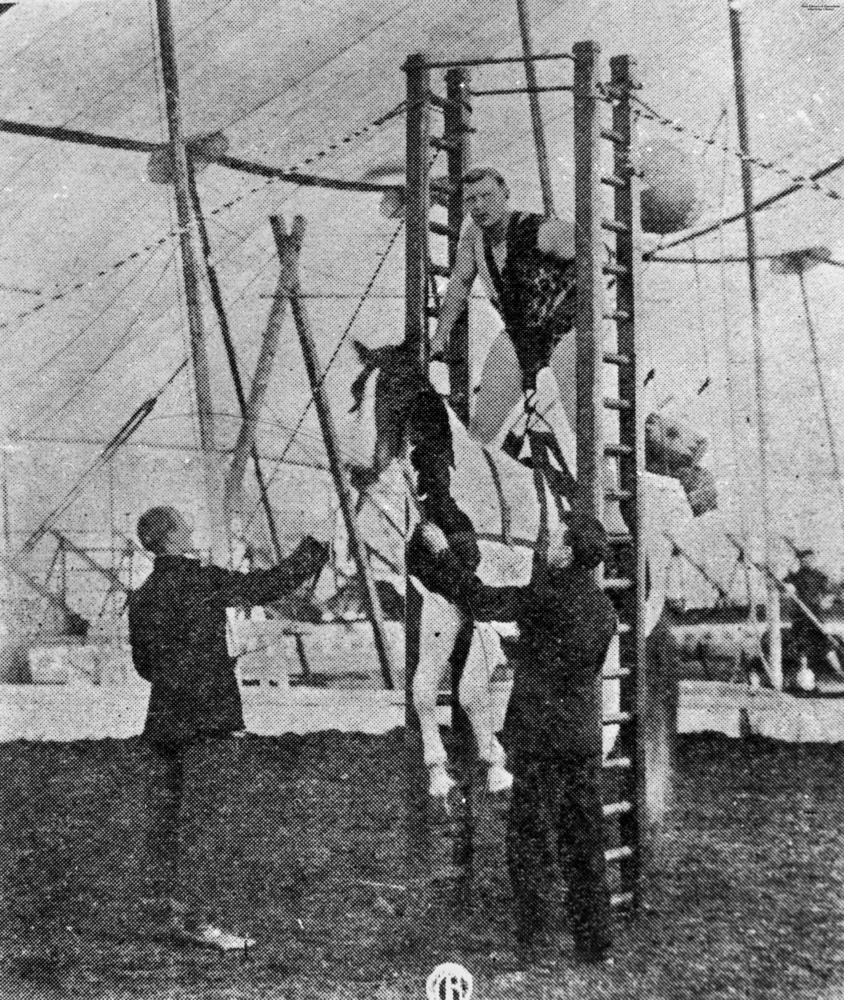
Artista de circo a levantar um cavalo entre escadas (1903)
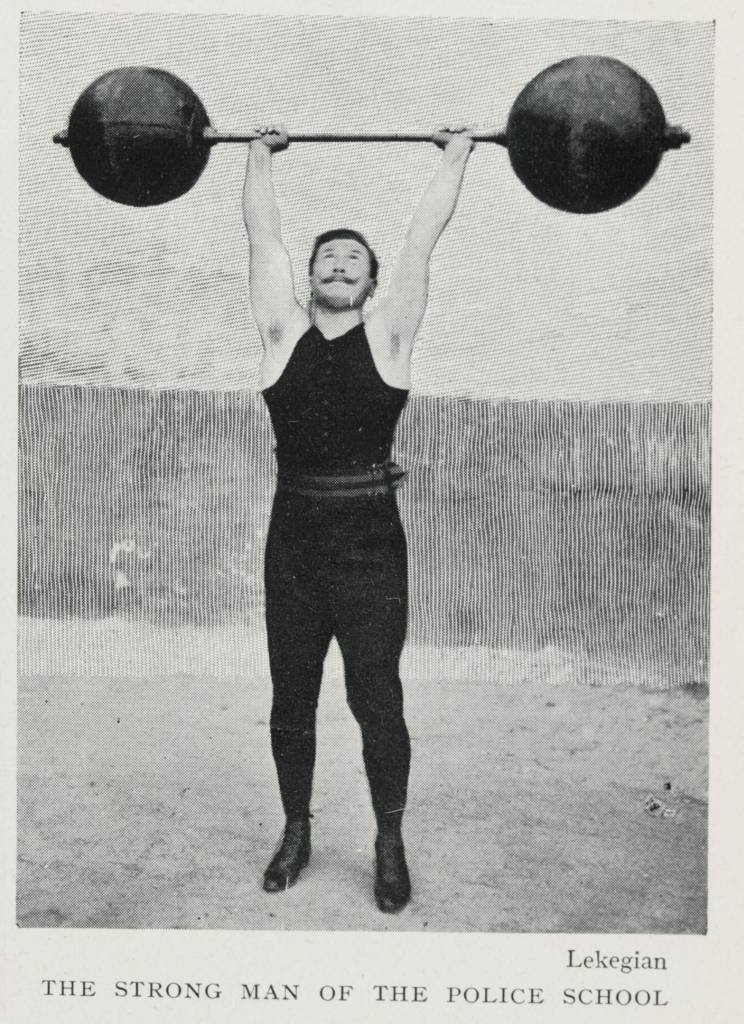
Levantamento (1906)
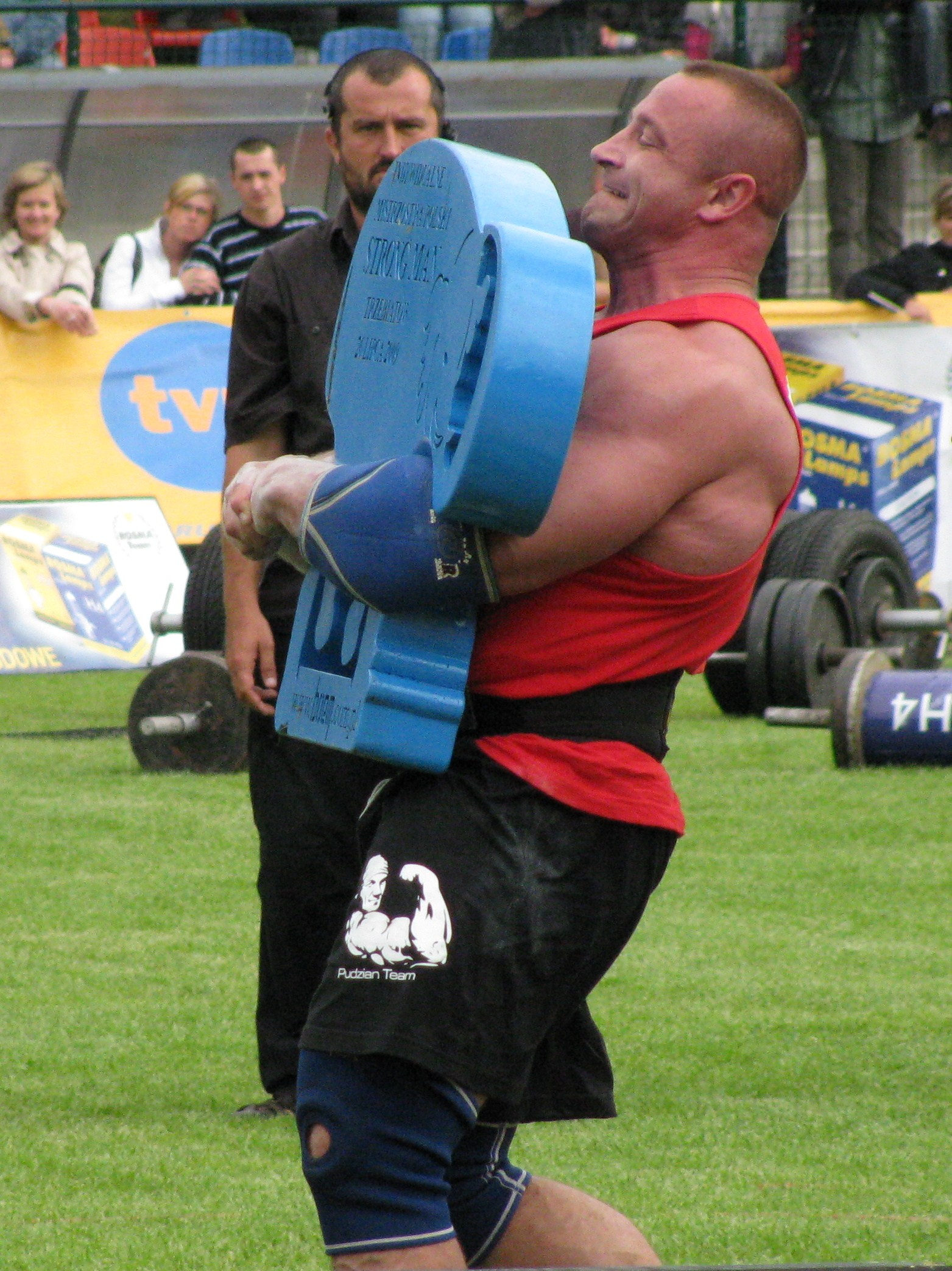
Carregamento de peso
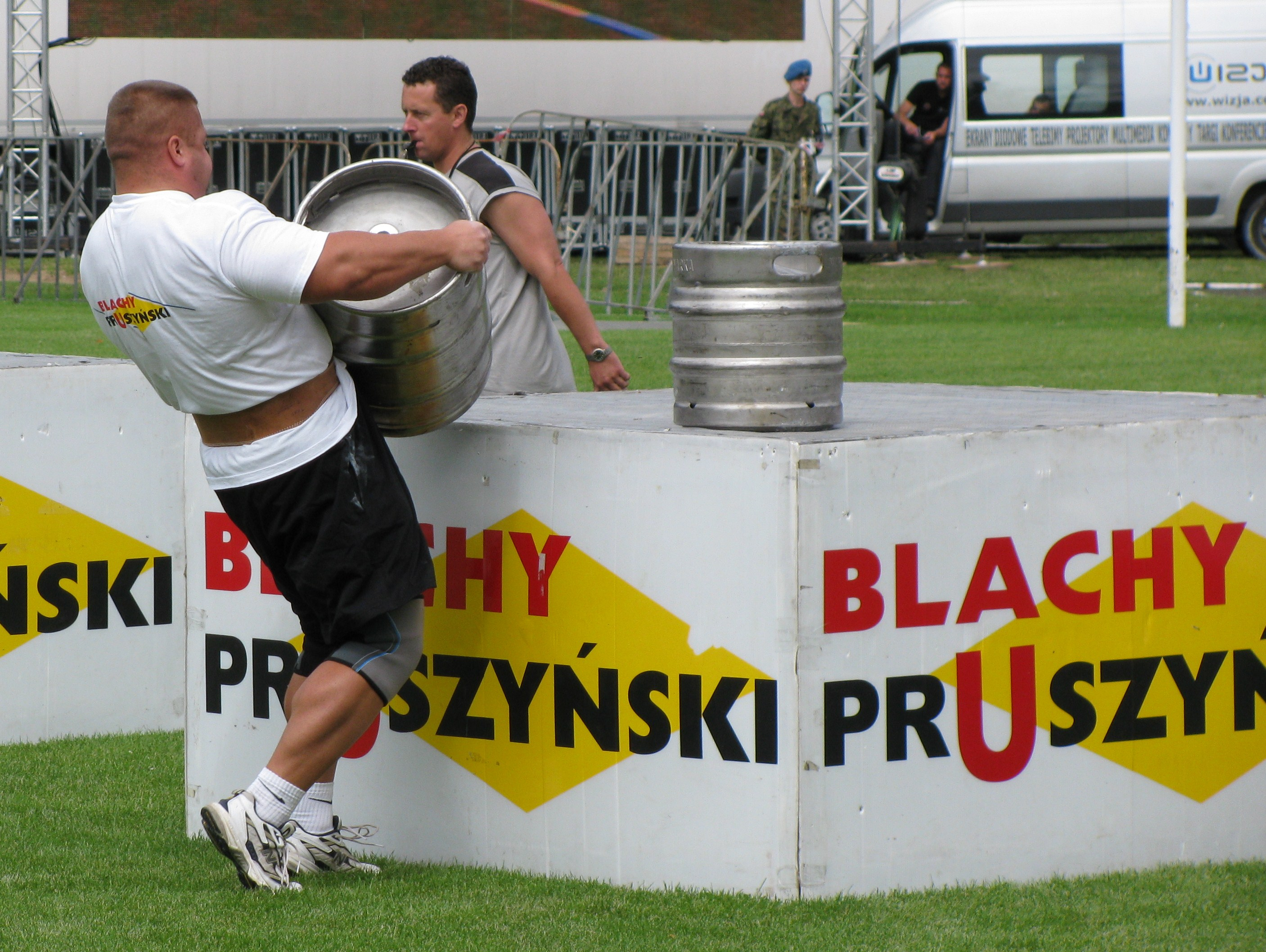
Carregamento de barril
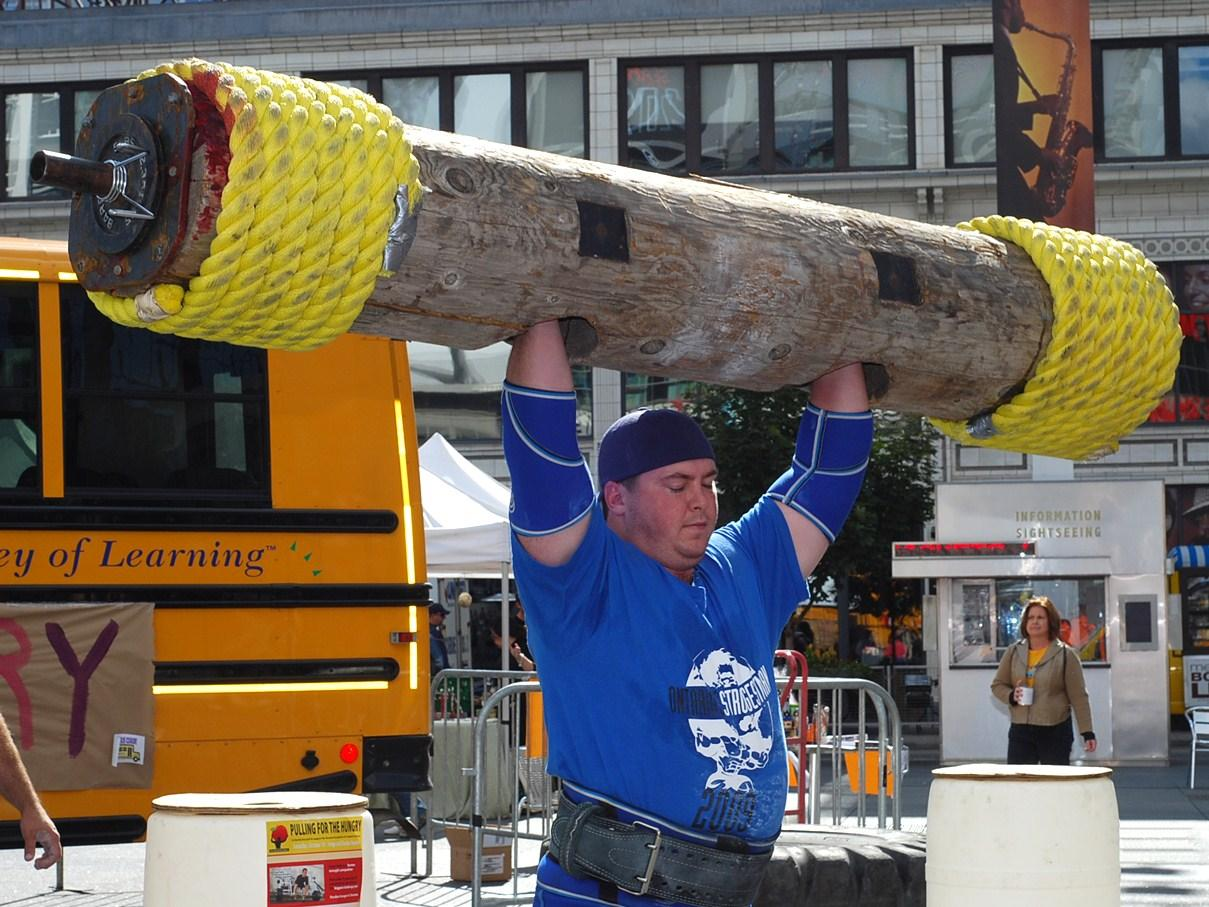
Levantamento de tronco
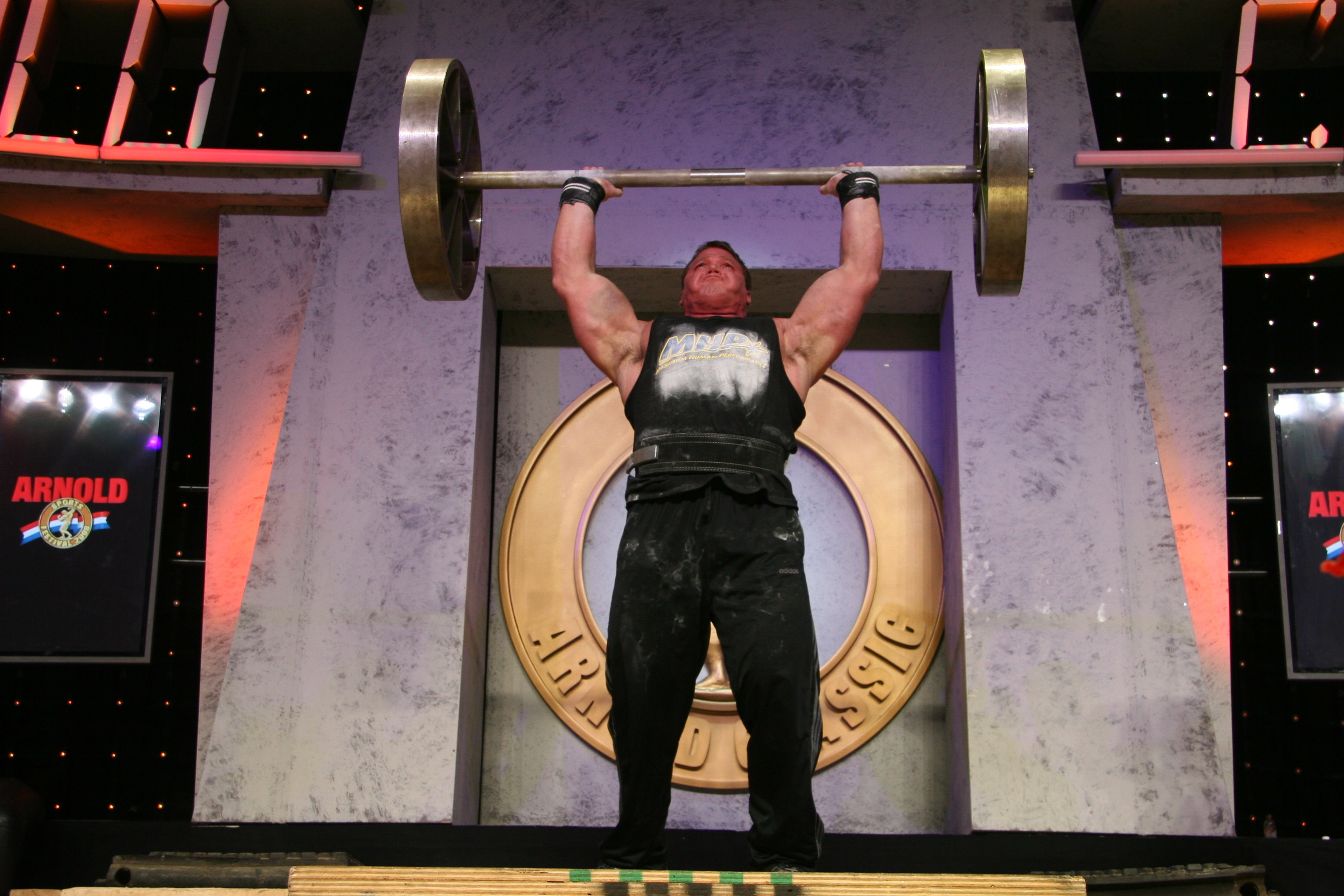
Roda de Apollon
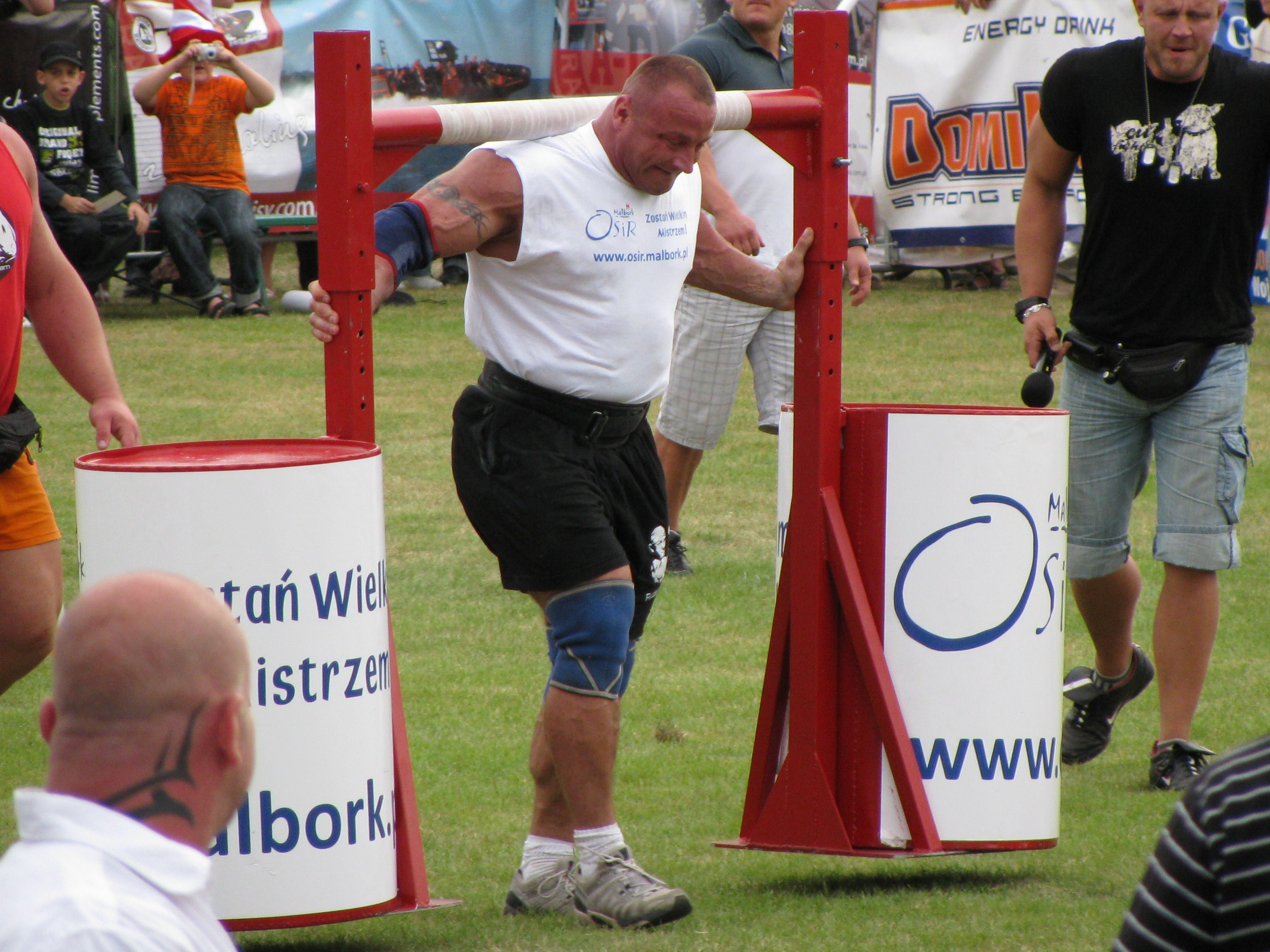
Yoke race
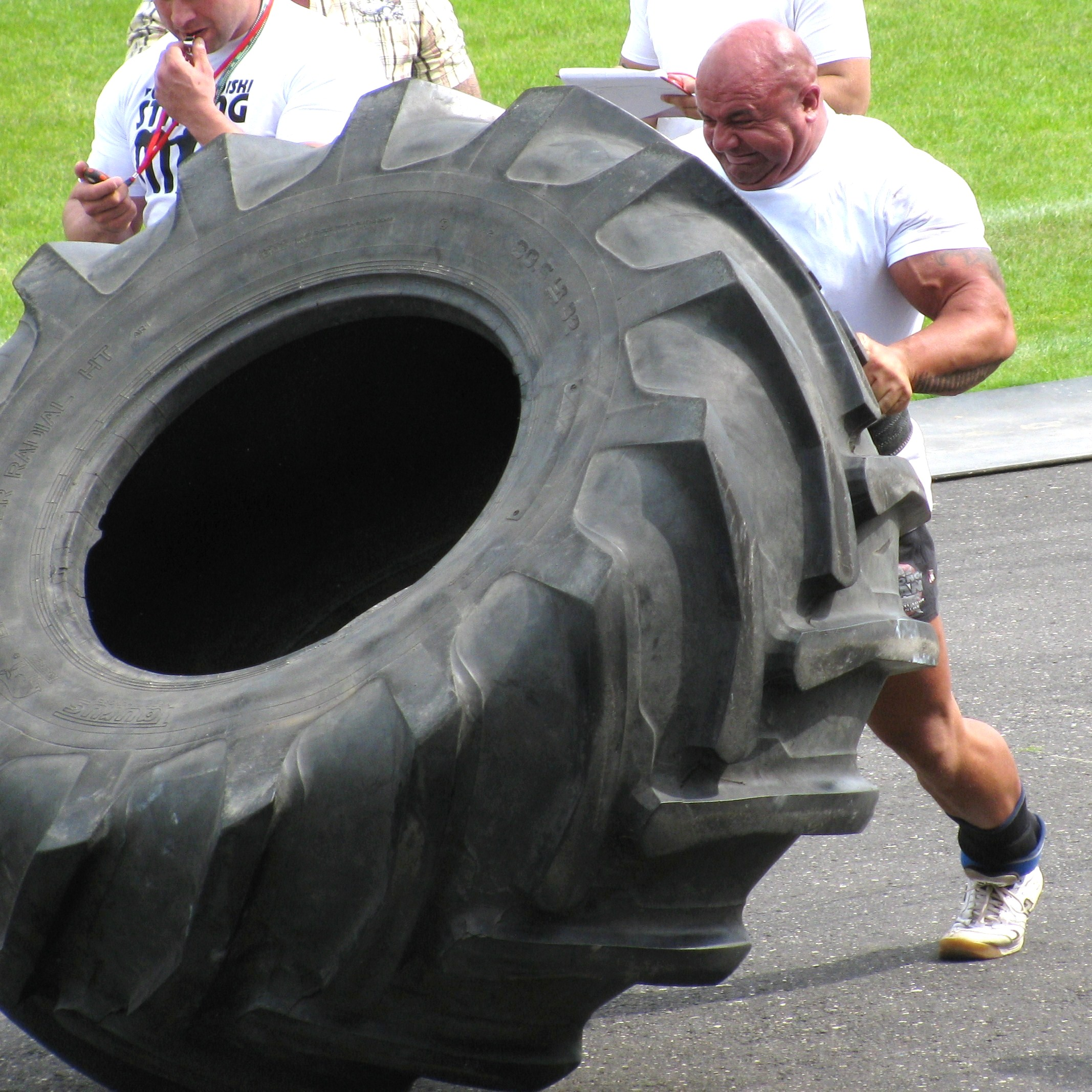
Tombamento de pneu
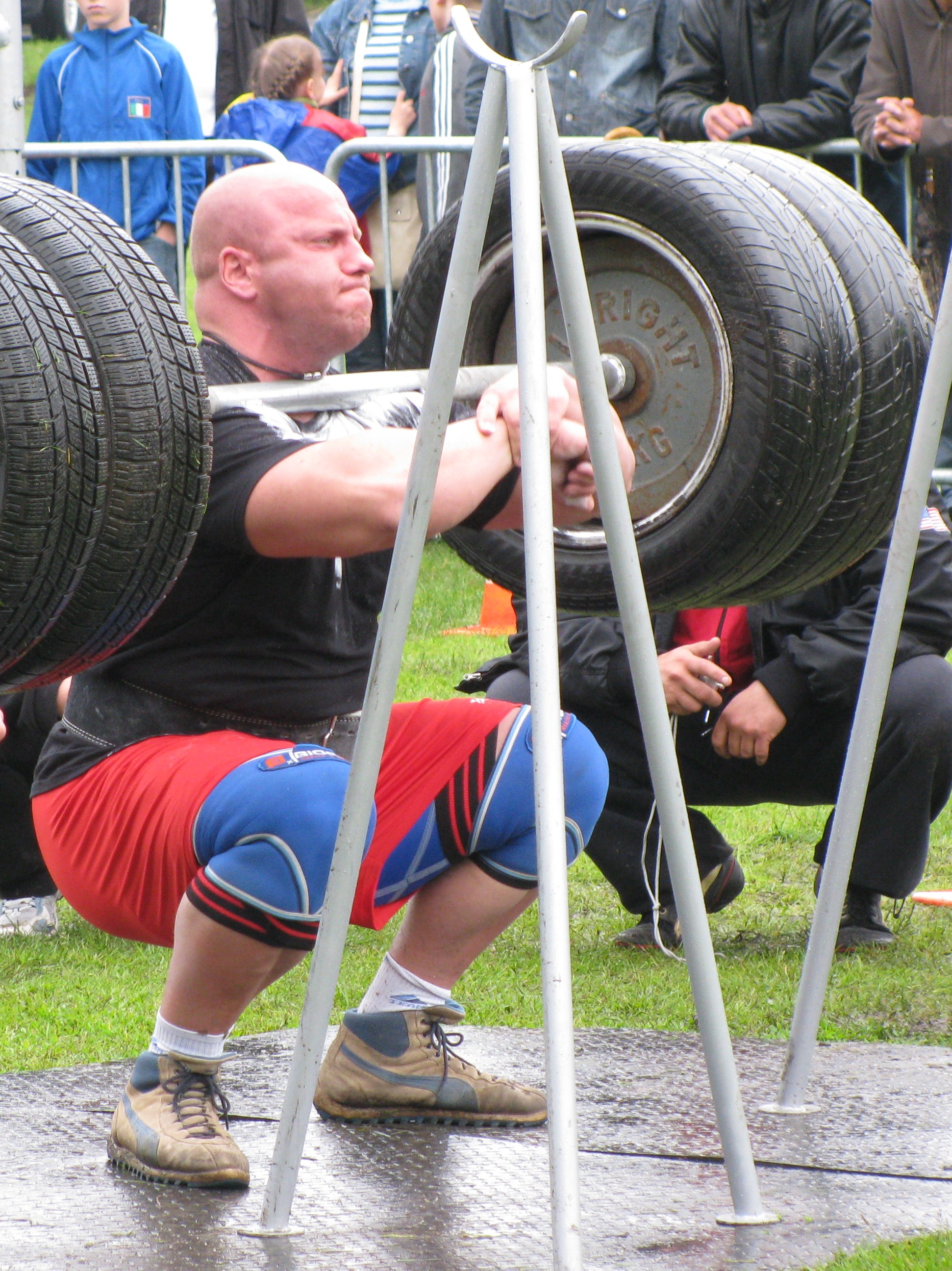
Agachamento com pneus
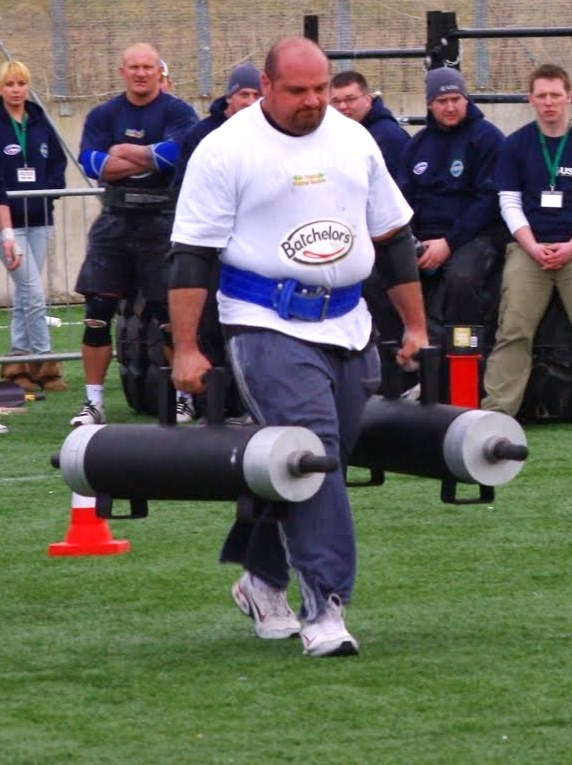
Farmer's walk
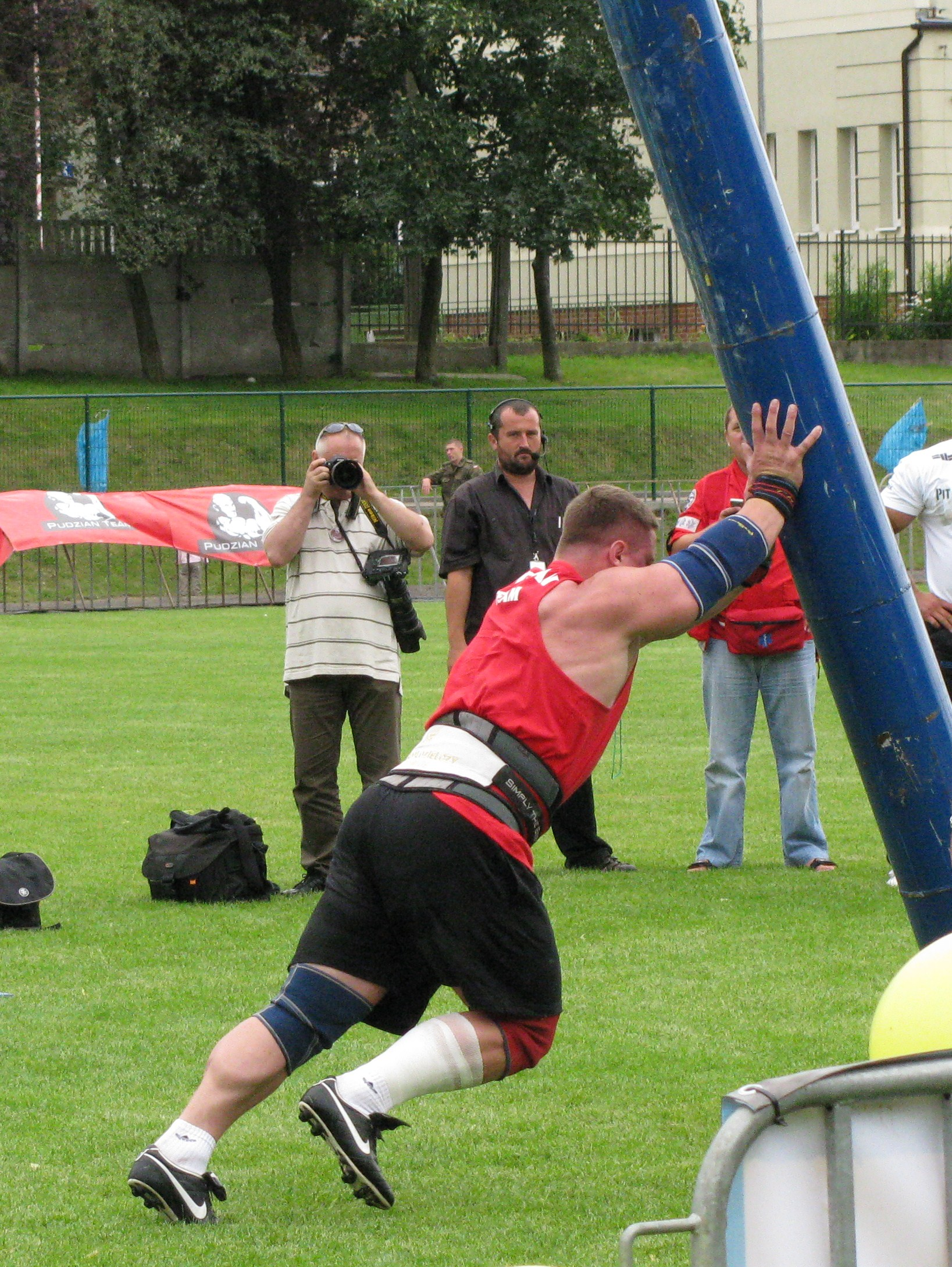
Fingal's Fingers
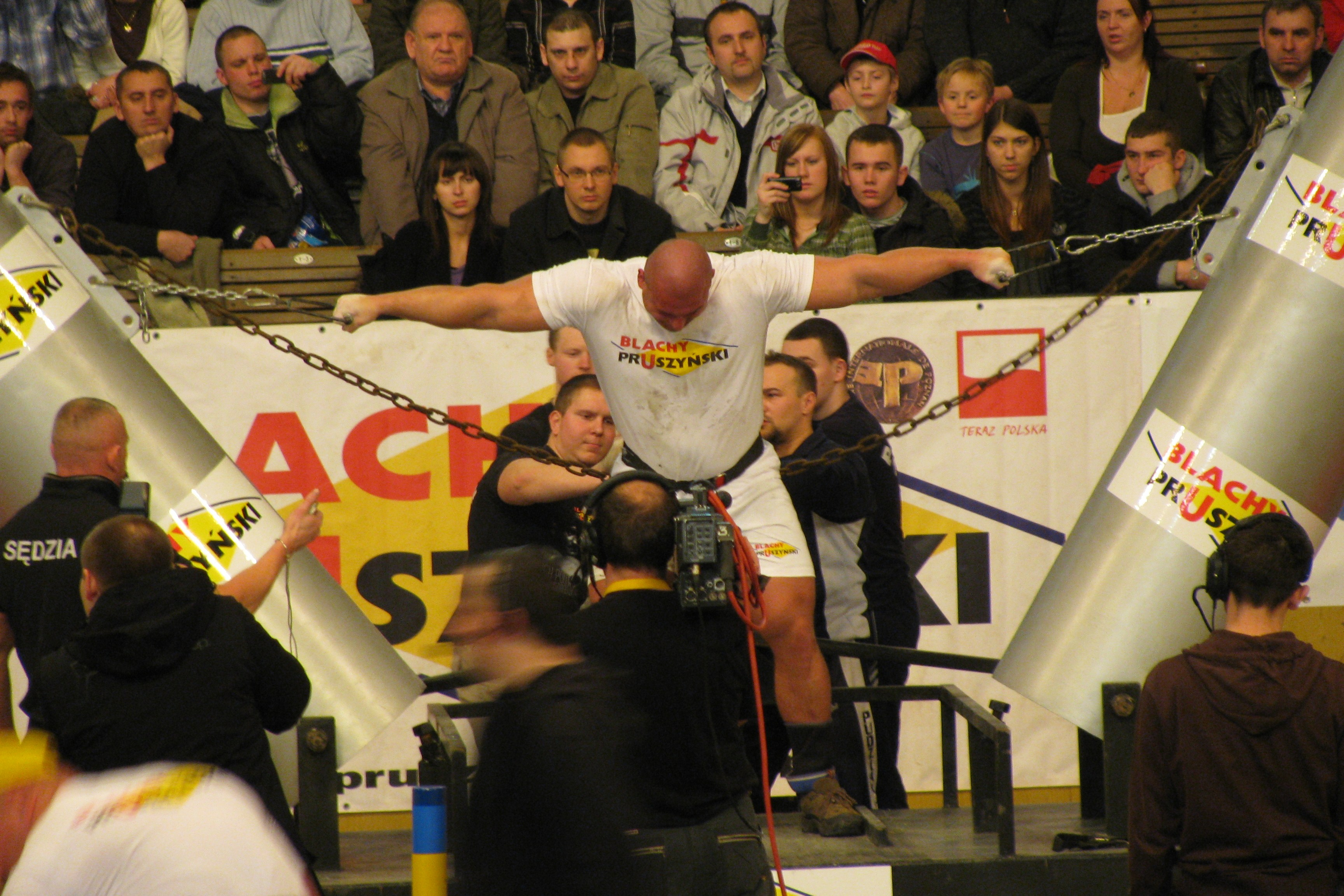
Pilares de Hércules
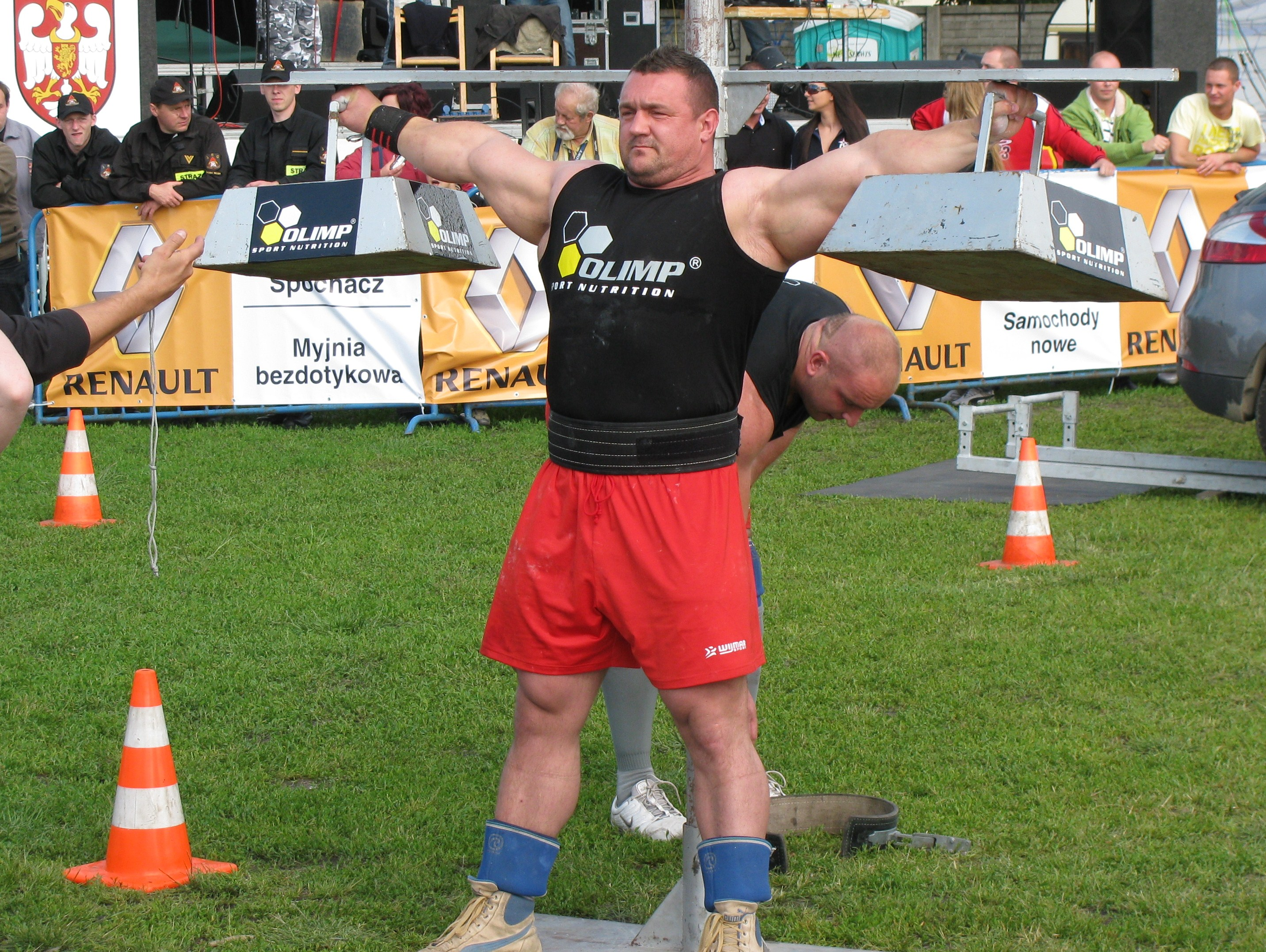
Crucifixo
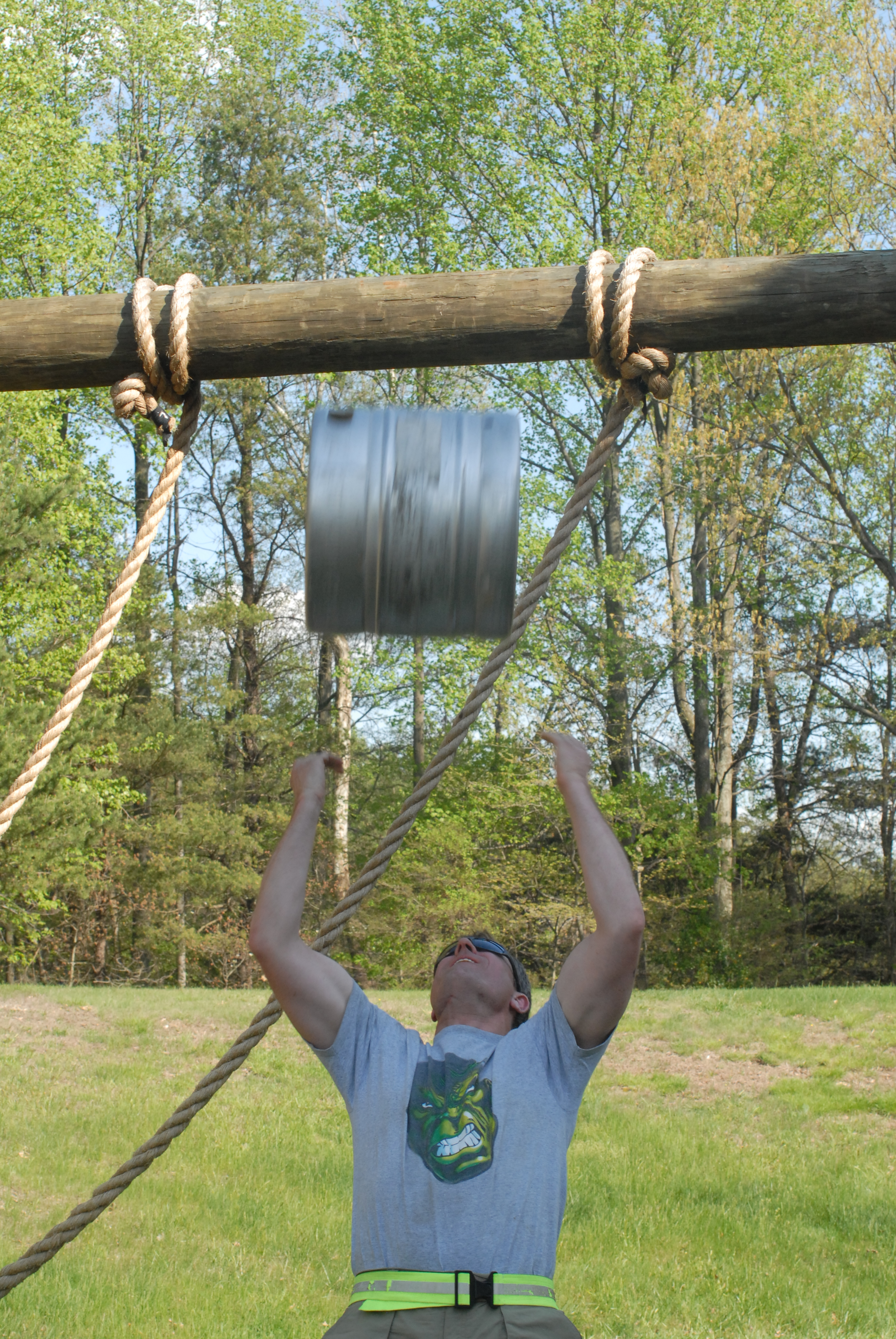
Arremesso de barril
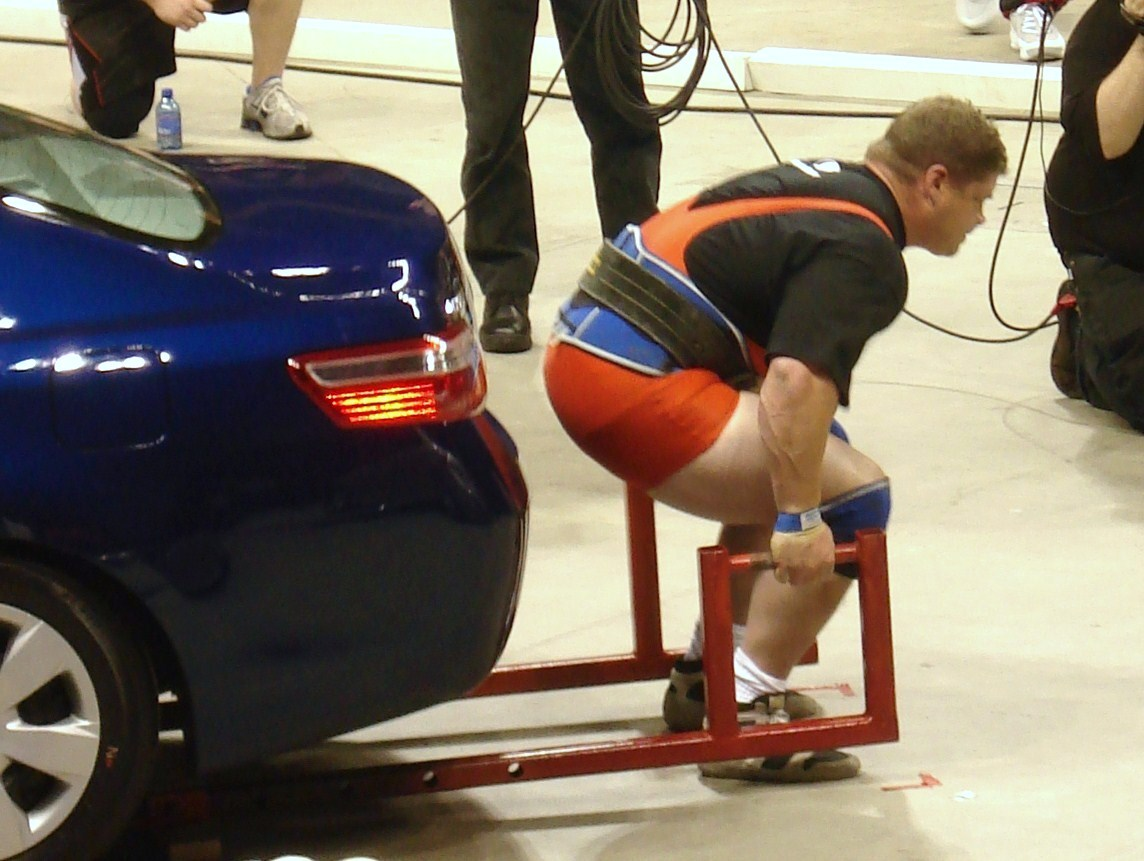
Levantamento terra com um carro
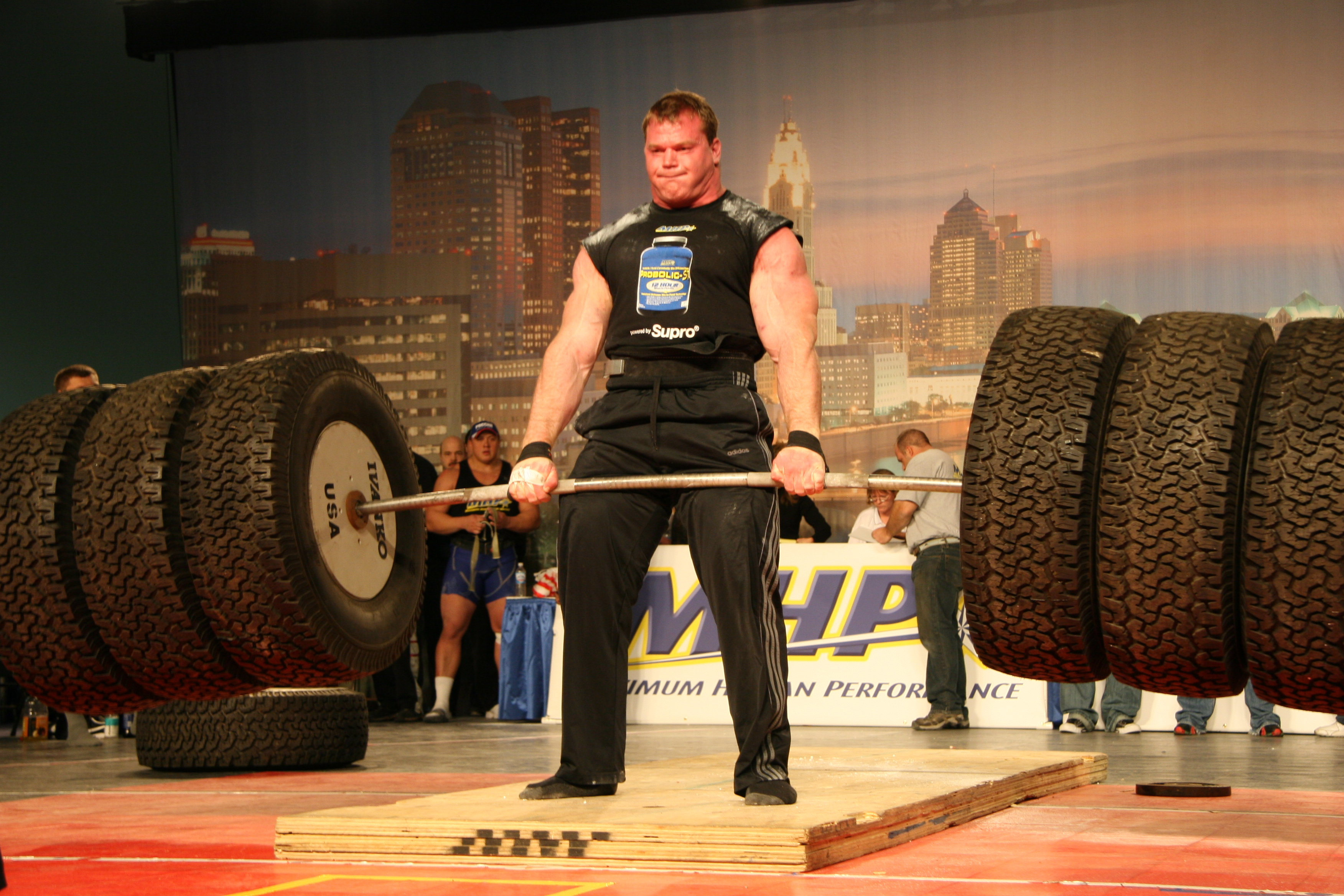
Levantamento terra com pneus
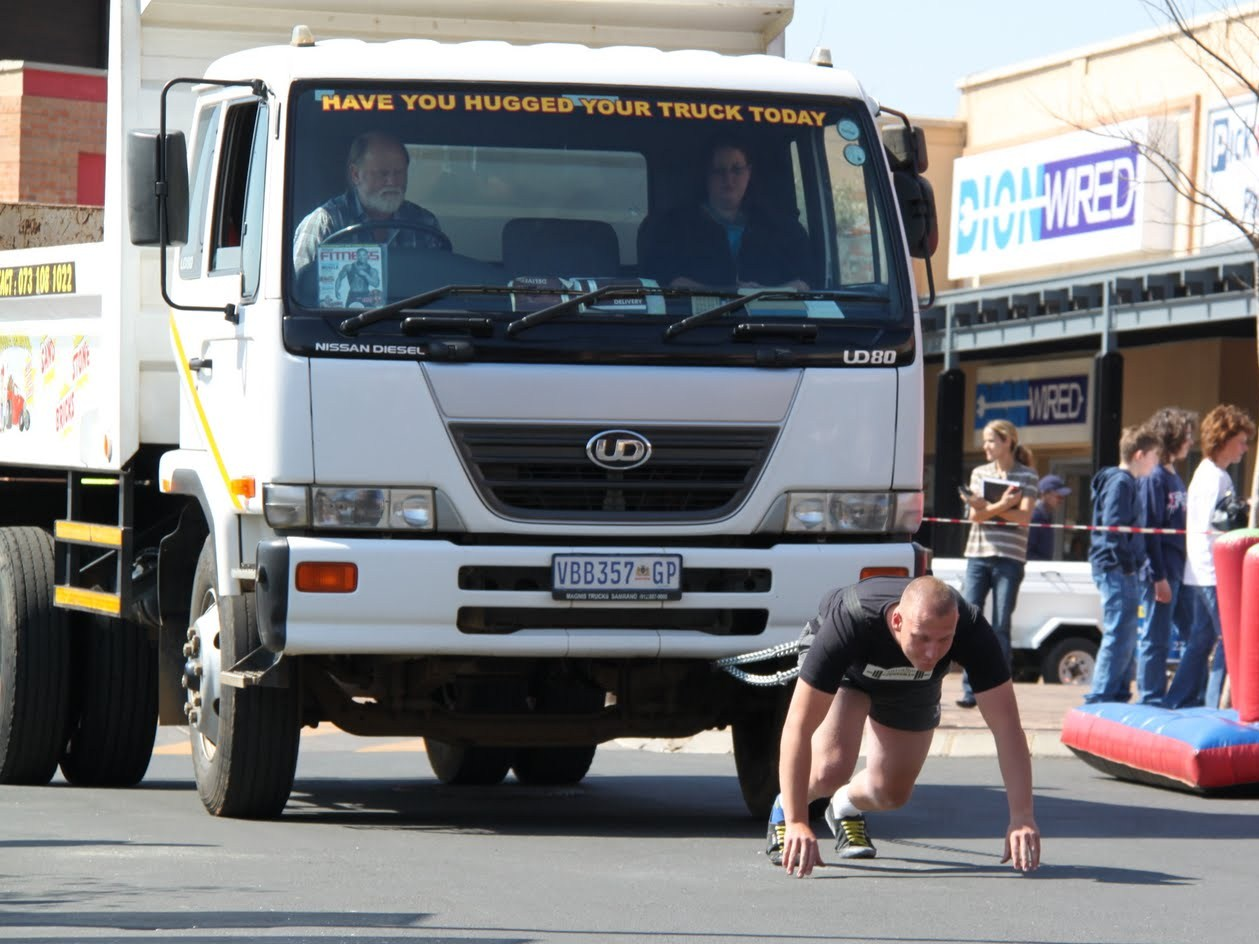
Arraste de caminhão
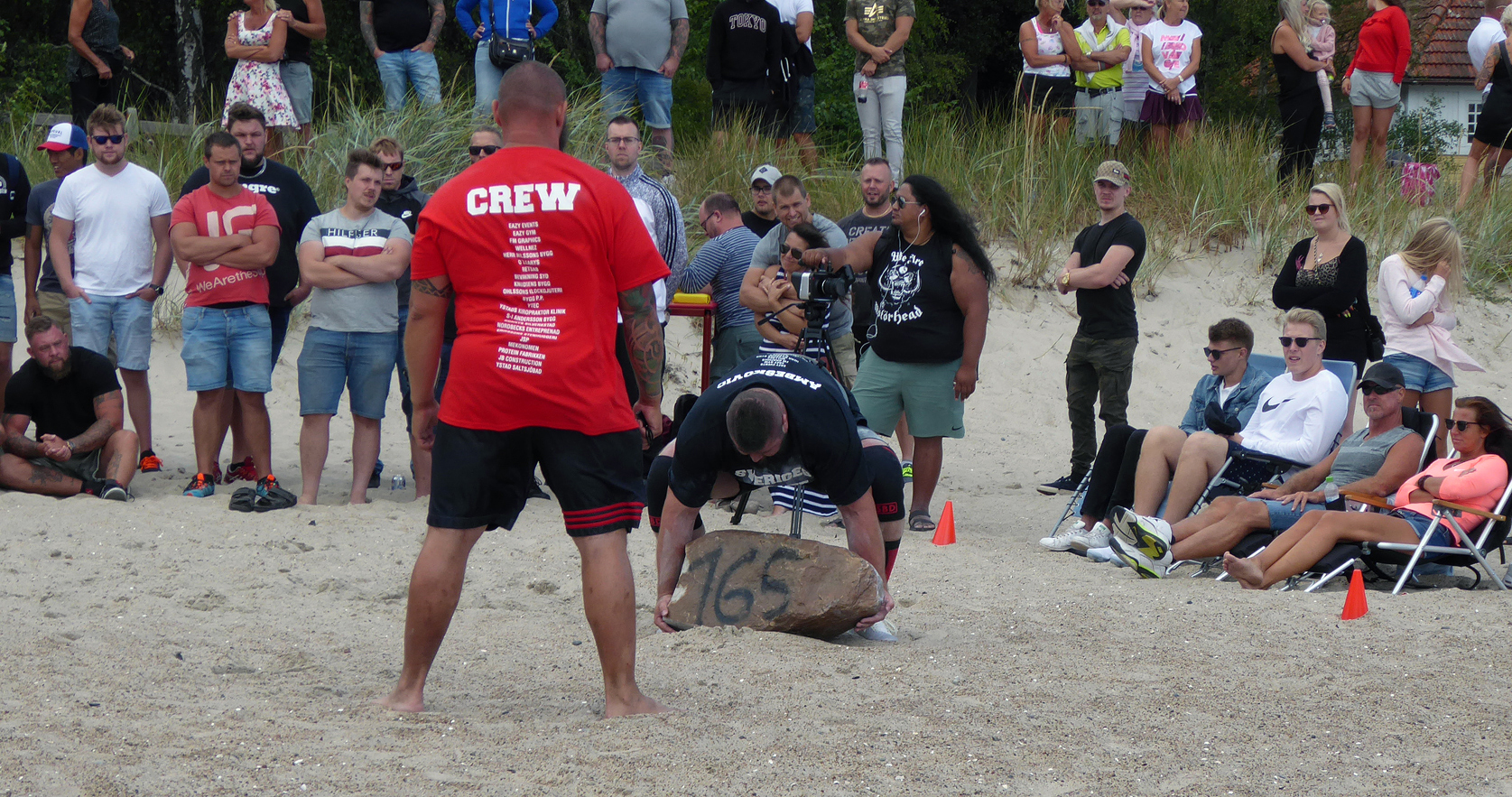
Stone to shoulder 165 kg
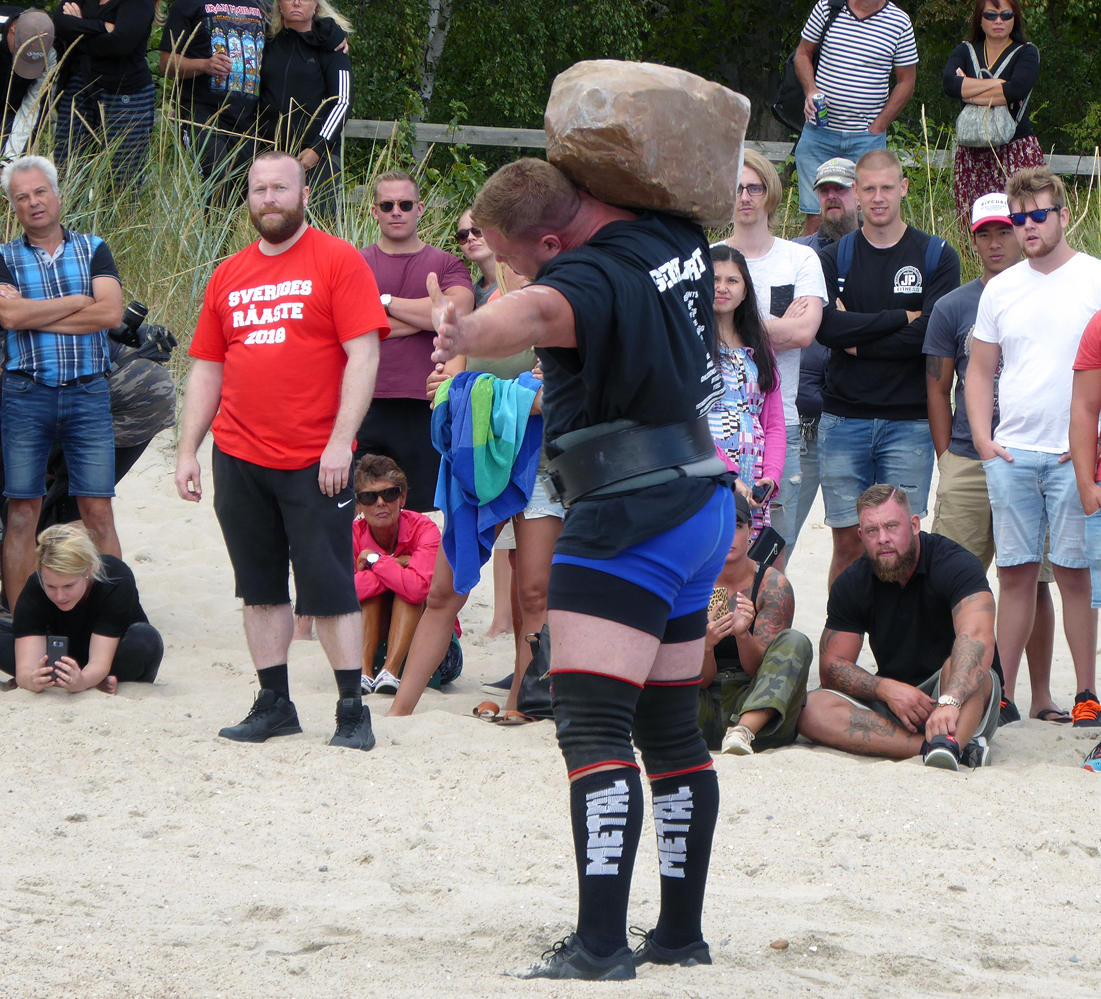
Stone to shoulder 165 kg
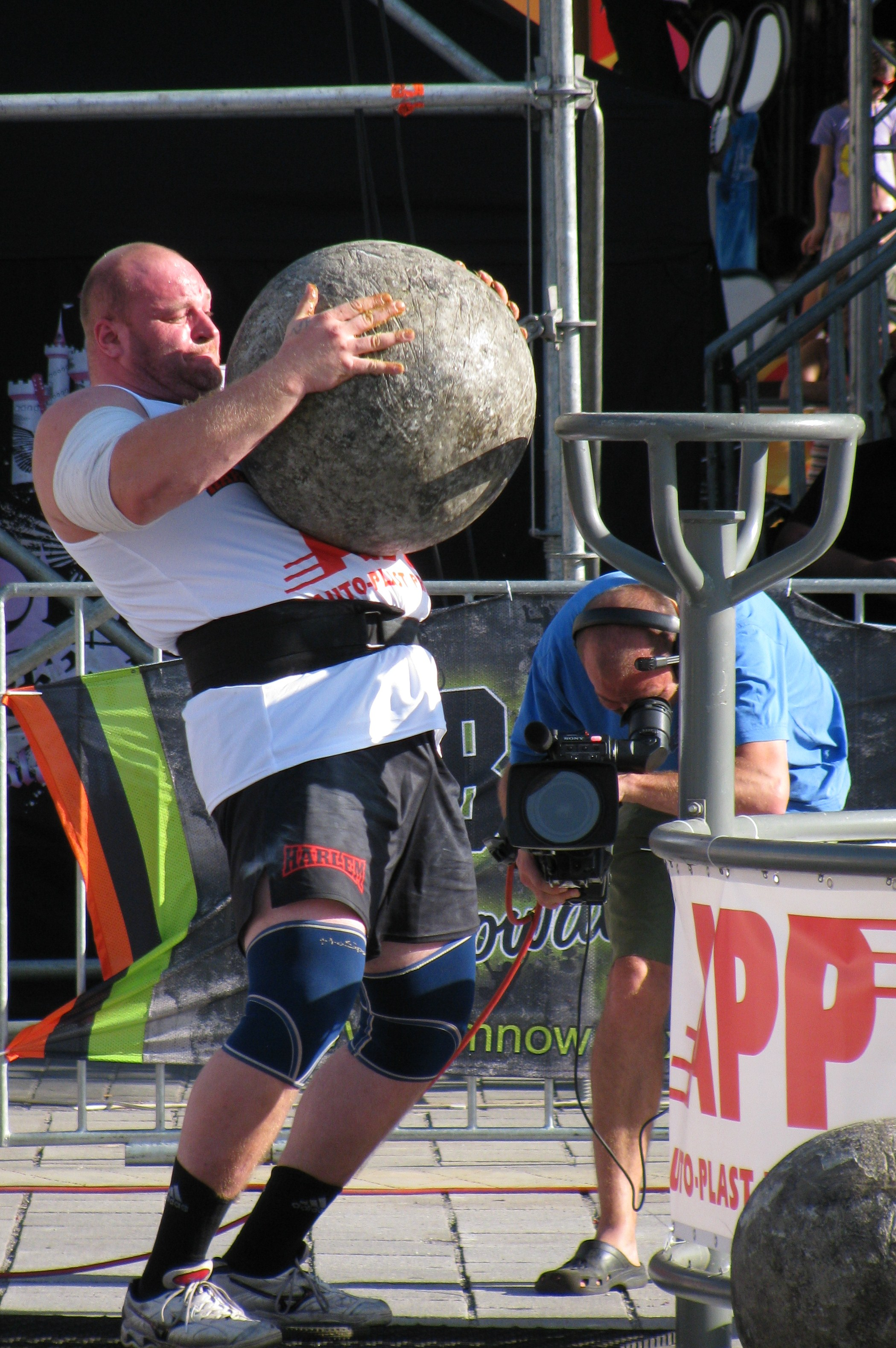
Pedras de Atlas
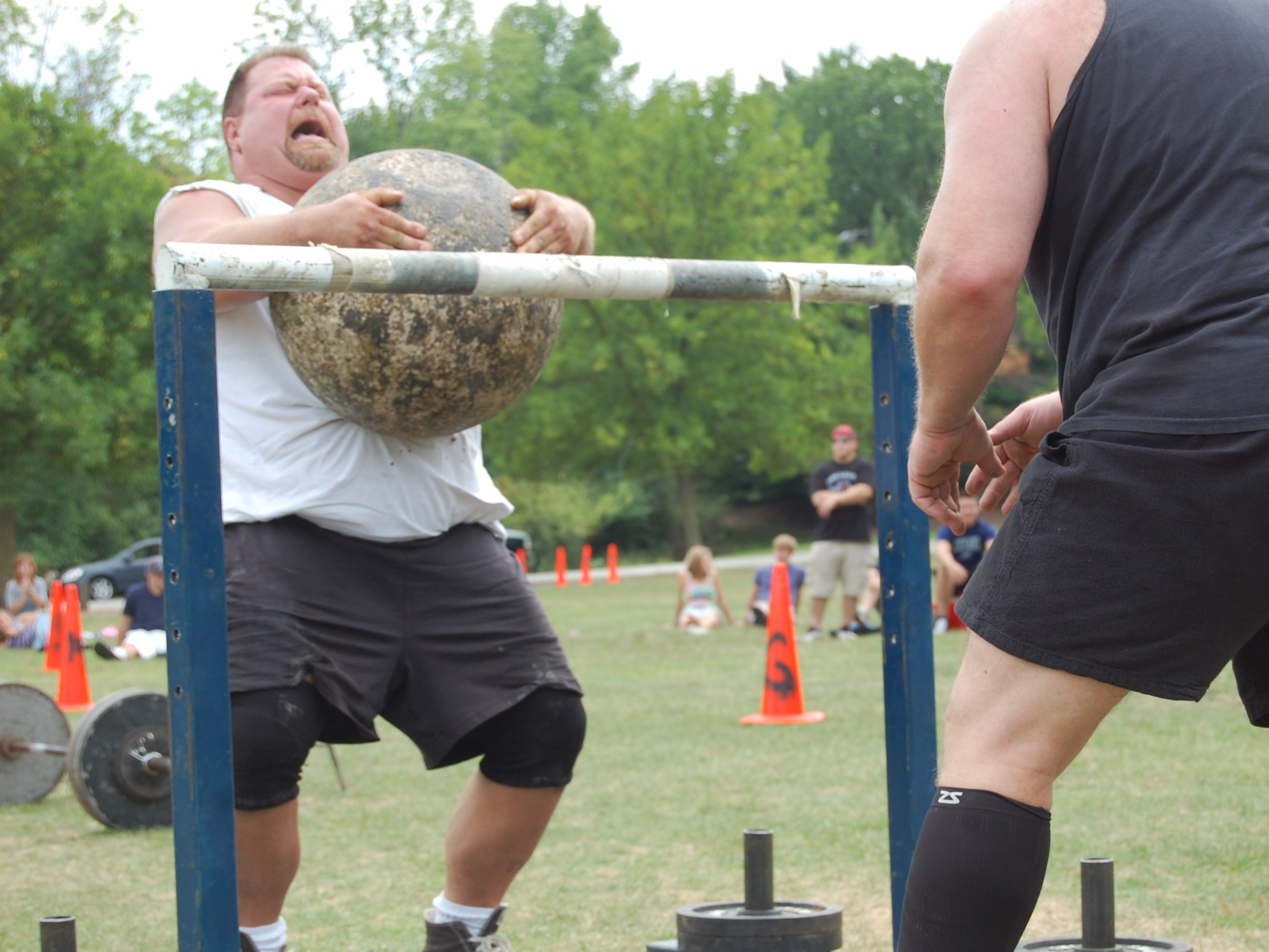
Manhood stone

## Atletas de força famosos

### Antigos
- Angus MacAskill
- Eugene Sandow
- Edouard Beaupré
- Georg Hackenschmidt
- Louis Cyr
- Paul Edward Anderson

### Modernos
- Bruce Wilhelm
- Don Reinhoudt
- Geoff Capes
- Bill Kazmaier
- Jón Páll Sigmarsson
- Magnús Ver Magnússon
- Magnus Samuelsson
- Mark Henry
- Vassil Virastiuk
- Žydrūnas Savickas
- Mariusz Pudzianowski